# Alexandru Ioan Cuza (Iași)
Pour l’article homonyme, voir Alexandru Ioan Cuza.
Alexandru Ioan Cuza est une commune du județ de Iași en Roumanie.